# 日本とパプアニューギニアの関係
日本とパプアニューギニアの関係（にほんとパプアニューギニアのかんけい、英語: Japan–Papua New Guinea relations） では、日本とパプアニューギニアの関係について概説する。日本軍が進駐していた時期があり、歴史的に関係が深い。そのため外交関係も緊密である。

## 両国の比較
|               | パプアニューギニア          | 日本                           | 両国の差                            |
| ------------- | --------------------------- | ------------------------------ | ----------------------------------- |
| 人口          | 877万6109人（2019年）       | 1億2626万人（2019年）          | 日本はパプアニューギニアの約14.4倍  |
| 国土面積      | 46万 km²                    | 37万7972 km²                   | パプアニューギニアは日本の約1.2倍   |
| 人口密度      | 19 人/km²（2018年）         | 347 人/km²（2018年）           | 日本はパプアニューギニアの約18.3倍  |
| 首都          | ポートモレスビー            | 東京都                         |                                     |
| 最大都市      | ポートモレスビー            | 東京都区部                     |                                     |
| 政体          | 立憲君主制                  | （民主制）議院内閣制           |                                     |
| 公用語        | 英語                        | 日本語（事実上）               |                                     |
| 通貨          | キナ                        | 日本円                         |                                     |
| 国教          | なし                        | なし                           |                                     |
| 人間開発指数  | 0.536                       | 0.919                          |                                     |
| 民主主義指数  | 6.03                        | 7.99                           |                                     |
| GDP（名目）   | 248億2911万米ドル（2019年） | 5兆819億6954万米ドル（2019年） | 日本はパプアニューギニアの約204.7倍 |
| 一人当たりGDP | 2829.2米ドル（2019年）      | 40246.9米ドル（2019年）        | 日本はパプアニューギニアの約14.2倍  |
| 経済成長率    | 5.9%（2019年）              | 0.7%（2019年）                 |                                     |
| 軍事費        | 8084万6154米ドル（2019年）  | 476億902万米ドル（2019年）     | 日本はパプアニューギニアの約588.9倍 |
| 地図          |                             |                                |                                     |

## 歴史

### パプアニューギニア史

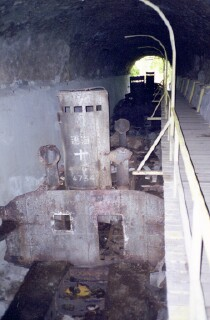
ラバウル近くのトンネルに放置された日本軍船

1528年、ポルトガル人探検家のホルヘ・デ・メネゼスがニューギニア島を発見。「パプア」と命名。
1545年、スペイン人探検家のイニゴ・オルティス・デ・レテスが東南アジア航海中にニューギニア島を発見。アフリカ・ギニア湾沿岸と文化的な連続性を感じ、「ニューギニア」と命名。
19世紀、ニューギニア島が東西に分割され、1848年に西半分をオランダが植民地化。東側は1884年にオーエン・スタンレー山脈、ビスマルク山脈で南北に分けられ、北半分をドイツが（ニューギニアと呼称）、南半分をイギリスが（パプアと呼称）領有する。南部は1901年、イギリスから独立したオーストラリアに宗主権が継承。
1914年からの第一次世界大戦でドイツ敗北。オーストラリアが旧ドイツ領ニューギニアを含むパプアニューギニアを委任統治する。
1941年からの太平洋戦争で日本軍がニューギニア島を占領し、日米の激戦地となる。第二次世界大戦後、オーストラリアによりパプアとニューギニアが統合。
1961年、オランダが西パプア共和国の独立を認めるもインドネシアが侵攻し（パプア紛争）、イリアンジャヤ州となる。これによりオーストラリアの委任統治領であるパプアニューギニア（東側）との分断は決定的になる。
1975年、オーストラリアから独立。
1988年より、ブーゲンビル島で独立運動が展開される。2019年、住民投票が実施され独立賛成派が98％に上り、分離独立の可能性が高まる。

### 日本軍進駐
太平洋戦争における、ニューギニア島とそれに付随するニューブリテン島、ニューアイルランド島、ブーゲンビル島などで展開された枢軸国（大日本帝国）と連合国（主にアメリカ）の戦闘は総じて「ニューギニアの戦い」と呼ばれ、激戦地の一つとなった。
一連の戦いの幕開けとなったのは「ラバウルの戦い」である。ラバウルのあるニューブリテン島は大日本帝国軍基地のあるカロリン諸島から近く、連合国はここを起点に巻き返しを図ることが予測されていたため、ニューブリテン島は当時の戦略上の要地であった。また同時に、ニューアイルランド島のカビエンも重要地であった。そのため両都市は1942年1月20日から23日にかけて日本軍の攻勢に遭い、オーストラリア軍は抵抗虚しく降伏、ラバウルは日本軍の軍事要塞と化した。この日本軍によるラバウル占領を受けてアメリカ軍はラバウル奪還のため攻勢を仕掛け「ニューギニア沖海戦」が行われるも、両者損害を負うだけで終わっている。
1942年3月8日、日本軍は連合国の拠点であるポートモレスビー攻略に向けてニューギニア島のサラモアとラエに進出、アメリカ軍がそれを空爆する（「ラエ・サラモアへの空襲」）。その後、ポートモレスビーを巡っては1942年5月上旬に海からの攻略を目指す「珊瑚海海戦」、陸地からの攻略を目指す「ポートモレスビー作戦」、オーストラリア軍の飛行場があるラビでの「ラビの戦い」、1942年末に「ブナ・ゴナの戦い」が繰り広げられ、瞬く間にニューギニア島全域が激戦地となっていった。
翌1943年になると「ビスマルク海海戦」で日本は悲劇的な敗北を喫し重機などの補給物資を失う。これを機に、日本は次第に補給不足に悩まされ始める。その後、ガダルカナル島の戦いに勝利した連合軍は本格的な反攻に転じて「カートホイール作戦」が展開され補給路を断つ戦略が取られるようになり、続く「ラエ・サラモアの戦い」や「フィンシュハーフェンの戦い」、「ラム河谷の戦い」、「ニューブリテン島の戦い」などで日本軍は敗走を続け、「アドミラルティ諸島の戦い」で日本軍は補給路を断たれ孤立。飢餓やマラリアに悩まされ、「ジャワの極楽、ビルマの地獄、死んでも帰れぬニューギニア」と称される悲惨な状況を呈した。また同時期には、転進を命じられた日本軍第51師団が「サラワケット越え」と呼ばれる山越えを強行し、多くの凍死者・病死者を出した。
1944年になると、補給不足を解消するため竹一船団と呼ばれる護送船団がニューギニア島に派遣されるも、途中で失敗。補給不足は解消されないまま、1944年4月下旬には「ホーランジアの戦い」、1944年5月から8月にかけては「ビアク島の戦い」、1944年6月にはビアク島の日本軍を支援する為の「渾作戦」、1944年7月には「アイタペの戦い」とニューギニア島における最後の戦いである「サンサポールの戦い」が繰り広げられ、日本はニューギニア島を喪失した。
なお、連合軍は最後までニューブリテン島東北部のラバウルを武力で奪回できず、ラバウルに拠る日本軍第8方面軍は今村均大将の指揮下で約7万人の兵力を残したまま終戦を迎えた。

### 外交史
1975年1月、パプアニューギニア独立を見据えてポートモレスビーには在ポートモレスビー日本国総領事館が開設。同年9月には、独立と同時に両国の外交関係が結ばれた。1975年12月には、在パプアニューギニア日本国大使館が開設され、1976年4月には初代大使が赴任。2011年には総領事館が廃止されて、大使館がその業務を引き継いだ。一方のパプアニューギニアも独立後すぐに東京に駐日パプアニューギニア大使館を設立。

## 要人往来

### パプアニューギニア要人の訪日

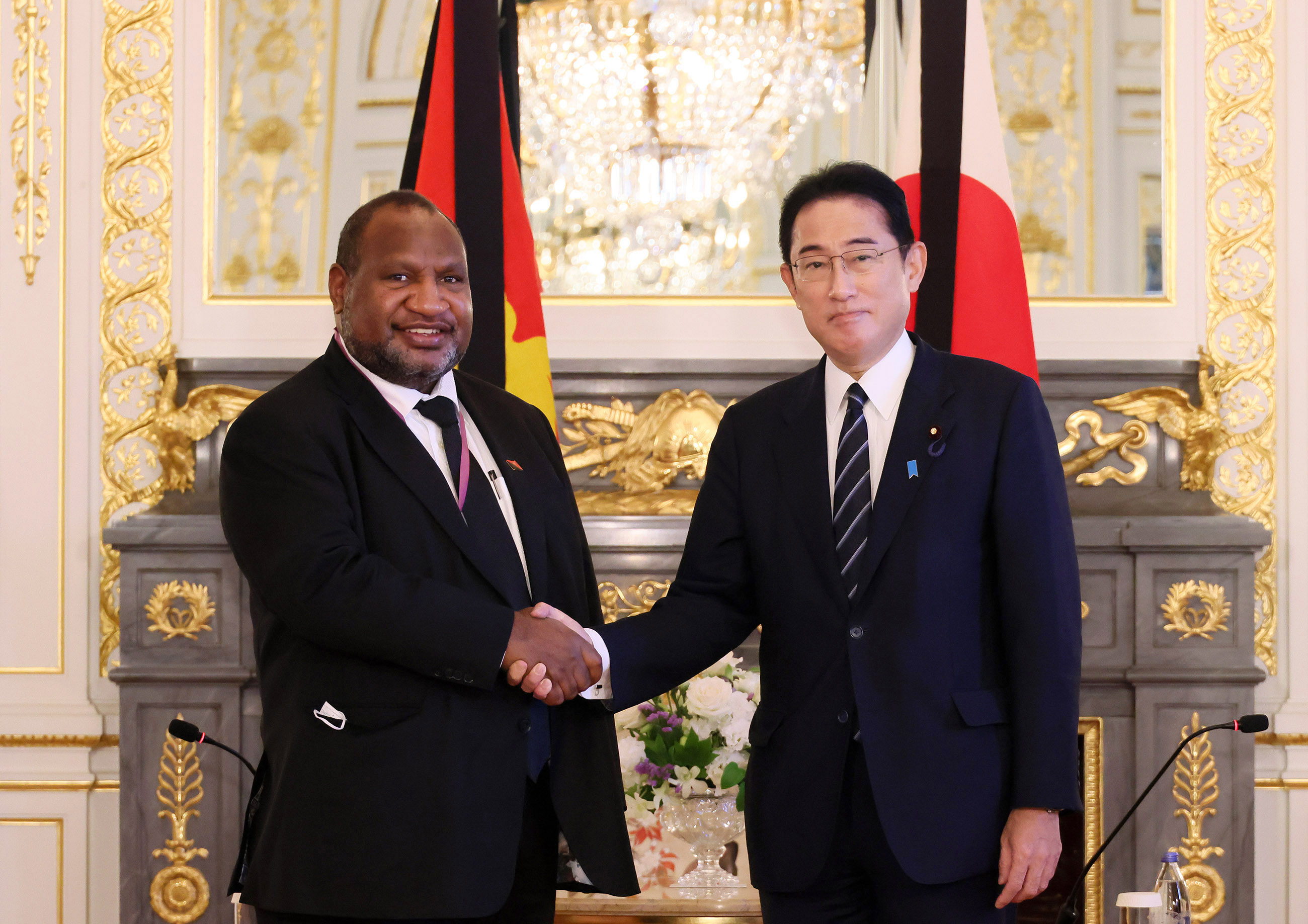
日・パプアニューギニア首脳会談（2022年）

初代パプアニューギニア首相であるマイケル・ソマレは、地理的に近い日本との関係を重視。彼は三度首相の座に就いているが、1977年の初訪日以来、合計8度も日本を訪れている。21世紀に入ってから訪日目的は太平洋・島サミット参加が主であり、またそのたびに小泉純一郎や麻生太郎、鳩山由紀夫といった歴代総理大臣と首脳会談を実施。会談の内容はおもにパプアニューギニアへの経済支援についてであり、また継続して日本の常任理事国参入にも支持の立場を表明している。パプアニューギニアは南太平洋における地域大国であり、当時軍事政権下にあったフィジーの民主化についても主要な議題であった。
第十代首相のメケレ・モラウタは2000年に二度訪日。太平洋諸島フォーラムで日本のリーダーシップを期待する旨のスピーチをしたほか、元総理大臣である小渕恵三の葬儀に出席するなど友好関係をアピールした。
第十二代首相のピーター・オニールは計六回日本を訪問。初訪日は2013年であり、安倍晋三との初めての首脳会談が実施された。翌2014年には、パプアニューギニアから日本へ初めて輸出される液化天然ガス（LNG）を搭載したタンカーの日本到着を記念する式典に参加。外交関係樹立40周年にあたる2015年10月の訪日では、再び安倍晋三との一時間に亘る首脳会談が実施され、友好関係を促進する共同メッセージが発出された。続く2016年、2018年にも訪日を実施すると首脳会談を再度実施、「自由で開かれたインド太平洋」構想について意見交換がなされた。

### 日本要人のパプアニューギニア訪問
1980年代に大平正芳や中曽根康弘といった総理大臣が相次いで独立したばかりのパプアニューギニアを訪問。その後、2014年には安倍晋三が総理大臣として約三十年ぶりにパプアニューギニアを訪問し、首脳会談などを通じて関係強化に努めている。2018年にもポートモレスビーで開催されるアジア太平洋経済協力会議（APEC）首脳会議出席のため、安倍晋三がパプアニューギニアを訪問。
2020年8月には、外務大臣である茂木敏充が、コロナ禍で外遊が限定されるなか訪問先の一つにパプアニューギニアを選択。新首相であるジェームズ・マラペへの表敬を実施し、北朝鮮問題をはじめとした国際情勢について意見交換がなされた。

## 経済交流
二度の交渉の末、2013年には両国間で初の投資協定である「投資の促進及び保護に関する日本国政府とパプアニューギニア独立国政府との間の協定」（略称：日・パプアニューギニア投資協定）が成立。2015年には、その投資協定に関連して日・パプアニューギニア・ビジネスフォーラムおよび投資協定合同委員会第1回会合が首脳会議に合わせて開催されたほか、「技術協力に関するパプアニューギニア政府との間の協定」に署名が行われ、経済的な障壁は取り払われつつある。
日本は2017年までに1500億円以上の経済援助をパプアニューギニアに実施し、オーストラリアに次ぐ主要援助国となっている。支援内容としては主にインフラ、水産面が多くを占め、特に物流の拠点であるナザブ空港の、円借款による大幅な改修工事は同国経済に大きく寄与している。また、2019年12月にはブーゲンビル州の独立を巡る住民投票が実施されたが、日本はブーゲンビル島の地域安定化の為、投票実施を無償資金協力によって支援している。
貿易面では、2019年の日本のパプアニューギニアへの輸出額176.2億円、パプアニューギニアからの輸入額2622.5億円となっており、日本が大幅な赤字となっている。その理由は、かねてよりパプアニューギニアでは天然ガス田の開発が千代田化工建設やJX石油開発といった日本企業により続けられており、2010年代から本格的に液化天然ガスの生産と日本への輸出が開始されたことによる。現状、パプアニューギニアは日本にとって重要なLNG供給国である。

## 文化交流
パプアニューギニアでは、最高学府たるパプアニューギニア大学を始めとした四つの学校で日本語教育が実施されている。一方日本では日本パプアニューギニア協会が設立されており、文化交流促進の一助となっている。また、パプアニューギニアの民族的な衣装や踊り、楽器、音楽といった文化は日本である程度の学術的人気を博しており、国立民族学博物館では研究公演として「パプアニューギニアの歌と踊り」が実施された。
また日本では、パプアニューギニア人と日本人のハーフであるEMI MARIAがシンガーソングライターとして活躍。

## 外交使節

### 駐日パプアニューギニア大使

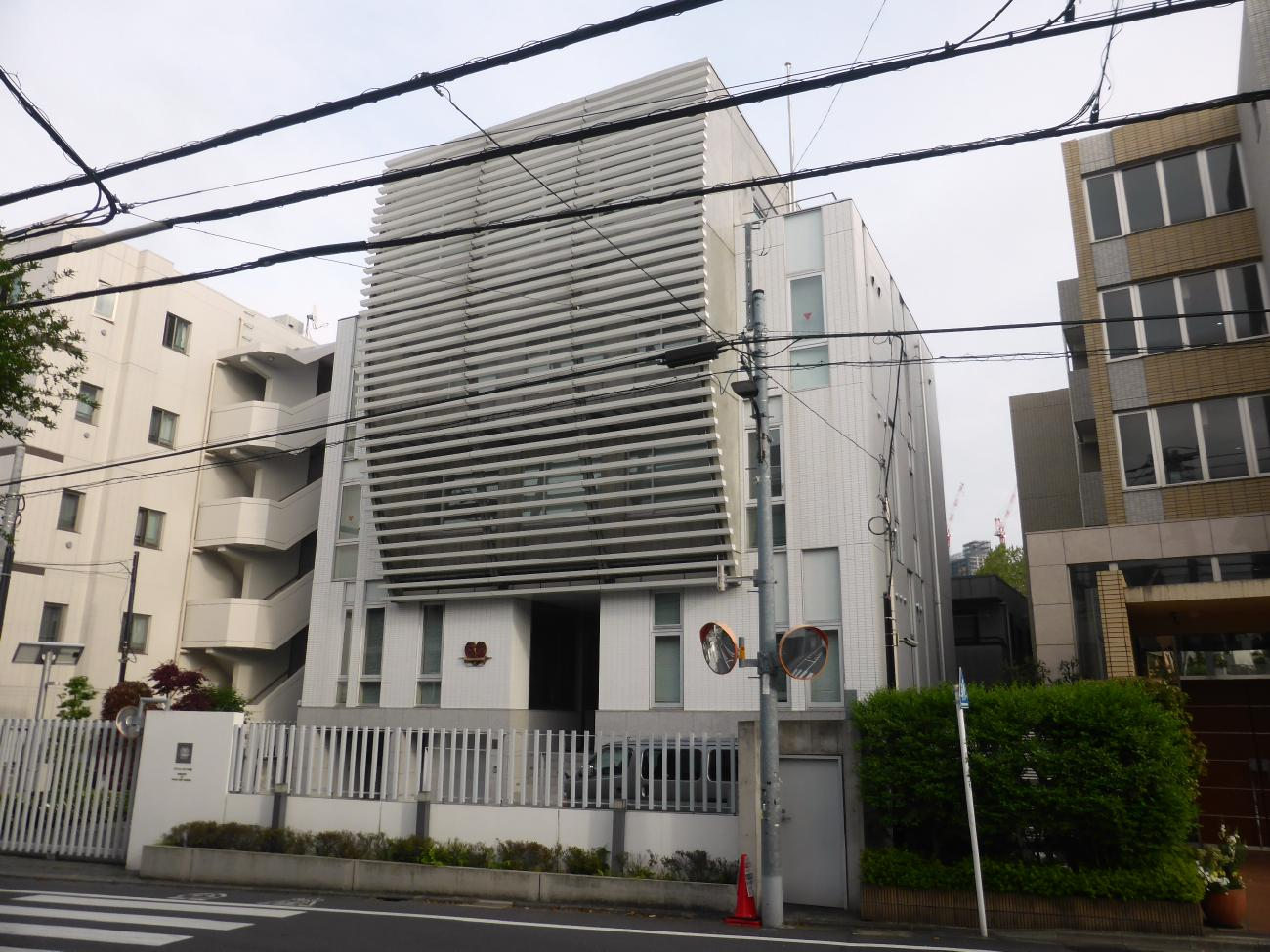
駐日パプアニューギニア大使館全景（東京）

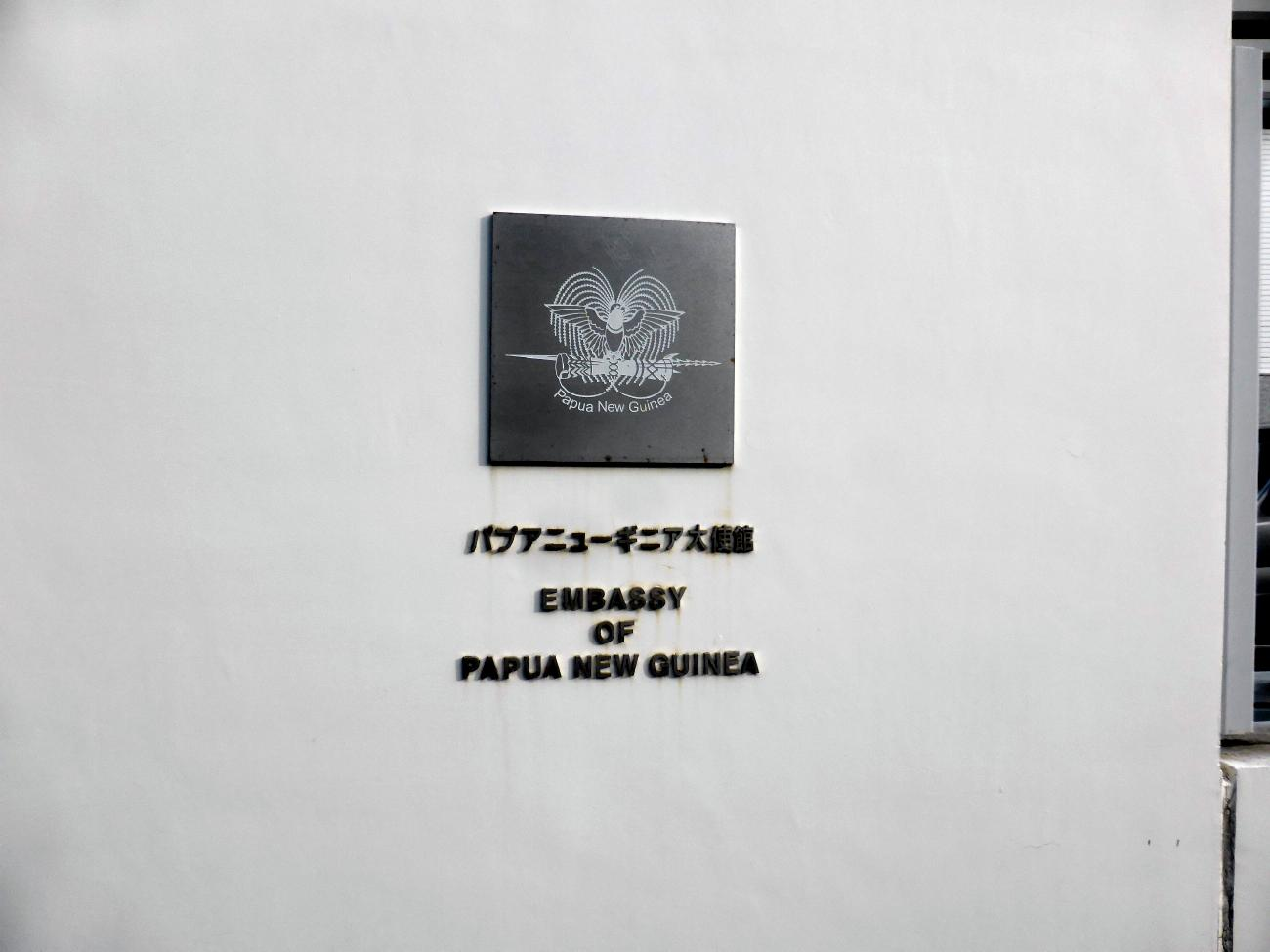
パプアニューギニア大使館表札

- ジョゼフ・カール・ノンブリ（～1991年[61][62]）
- ？？？？（1991～1994年、信任状捧呈は6月11日[63]）
- アイワ・オルミ（1994～2002年、信任状捧呈は5月25日[64]）
- （臨時代理大使）スティーブン・バランパラタズ（2002年）
- マイケル・ムングル・マウエ（外務貿易省次官[65]、2002～2009年、信任状捧呈は7月9日[66]）
- （臨時代理大使）デニス・テイラー・ベベゴ（2009～2011年、駐日公使としては引き続き2013年まで在任[67]）
- ガブリエル・ジョン・クレロ・ドゥサバ（2011～2017年、信任状捧呈は10月6日[68]）
- （臨時代理大使）サムソン・ヤボン（2017～2021年[69]）
- サミュエル・アバル（英語版）（2021年～、信任状捧呈は10月21日[70]）